# Обединение за национално спасение
Обединението за национално спасение (ОНС) е българска политическа коалиция, създадена за изборите за XXXVIII народно събрание през 1997 г. и съставена от партиите:
- Движение за права и свободи,
- БЗНС „Никола Петков“ на Милан Дренчев,
- Партия на демократичния център на Венцеслав Димитров,
- Зелена партия,
- „Нов избор“ на Димитър Луджев и
- Федерация „Царство България“ на Христо Куртев.

ОНС печели на изборите 323 429 гласа (7,60% от гласовете) и 19 места в НС.
През есента на 1997 г. ОНС напуска т. нар. „реформаторско мнозинство“ и преминава в опозиция на правителството на ОДС, водено от премиера Иван Костов.
През юни 1998 г. БЗНС „Никола Петков“ обявява, че напуска коалицията. Коалицията е наследена от ДПС (ДПС - Либерален съюз - Евророма), която се включва на Парламентарни избори в България (2001).